# Jaroslav Serpan
Jaroslav Serpan, eigentlich: Iaroslav Sossountzov Serpan (* 4. Juni 1922 in Karlštejn, Tschechoslowakei; † 12. Mai 1976 in den Pyrenäen, Frankreich), war ein tschechisch-französischer Maler. Er gehört zu den bedeutenden Vertretern der Abstrakten Malerei nach dem Zweiten Weltkrieg. Seine Hauptwerke werden dem Informel und der Lyrischen Abstraktion zugerechnet.

## Leben
Ivan Jaroslav Serpan wurde am 4. Juni 1922 in Karlštejn bei Prag als Kind russischer Eltern geboren. Im Jahr 1927 zog er nach Paris und studierte dort ursprünglich Mathematik und Biologie an der Sorbonne, bevor er im Jahr 1940 zur Malerei fand. Er beteiligte sich in den 40er Jahren in Paris an der Bewegung des Surrealismus. Unter dem künstlerischen Einfluss von Antoni Tàpies, André Masson und Wols entwickelt Serpan seine Kunst hin zum Informel und zur Lyrischen Abstraktion. Er formuliert konsequent eine eigene Bildsprache aus spontan gemalten Lineaturen, die sich auf der Leinwand unter Anwendung einer Écriture automatique zu unterschiedlich strukturierten Organismen zusammenschließen und sich als Kraftfelder psychischer Improvisationen manifestieren. Am Übergang von den 1960er zu den 1970er Jahren verfestigt sich die Formensprache bei Serpan allmählich und es entstehen zunehmend Bildwelten, die er unter Anwendung von teilweise comic-artigen bunten Formen zu interstellaren Welten gestaltet, Produkte seiner schöpferischen Fantasie. In seinem Spätwerk kann man eine gewisse Hinwendung zu Kandinskys Kleinen Welten erkennen, die ab 1922 entstanden und einen Umbruch in dessen Werk markieren.
Am 12. Mai 1976 ist Jaroslav Serpan bei einer Bergtour in den Pyrenäen im Département Ariège verschollen. Sein Leichnam wurde im Mai 1981 gefunden.

## Werk
Bereits 1947 zeigte die Galerie Maeght, Paris, erste Werke von Serpan in der Ausstellung Le Surréalisme en 1947. Exposition internationale du surréalisme. Im Jahr 1951 zeigte Paul Facchetti im November in seinem einen Monat zuvor eröffneten Studio Paul Facchetti in Paris Werke von Serpan, zusammen mit Bildern von Jean Fautrier, Jean Dubuffet, Georges Mathieu und Henri Michaux, in der wichtigen Ausstellung: „Les Signifiants de l´Informel“, die der Kunstkritiker Michel Tapié organisierte. Damit war der Begriff des Informel formuliert. Ein Jahr später schrieb Tapié seinen weiteren berühmten Artikel Un art autre: où il s'agit de nouveaux dávilages du réel, dem ebenfalls bei Facchetti eine Ausstellung folgte, ein ausführliches Essay zur Art informel. Im Jahr 1959 war Serpan Teilnehmer der documenta 2 in Kassel. Über Paul Facchetti kam eine Begegnung des Künstlers mit Margarete Lauter, einer Galeristin aus Mannheim, zustande. Seit Mitte der 60er Jahre war Serpan mit ihr und ihrer Familie eng befreundet. Er realisierte gemeinsam mit Lauter mehrere Präsentationen in Einzel- und Gruppenausstellungen. Nach seinem Ableben organisierte die Galerie Lauter in Kooperation mit Lucienne Sossountzov, der Witwe des Künstlers, weitere Projekte.
Werke Serpans befinden sich unter anderem im MoMA und im Solomon R. Guggenheim Museum, New York.

## Ausstellungen
- 1947: Le Surréalisme en 1947. Exposition internationale du surréalisme, Galerie Maeght, Paris
- 1951: Signifiants de l'informel, Studio Paul Facchetti, Paris
- 1952: Un art autre, Studio Paul Facchetti, Paris
- 1955: Jaroslav Serpan, Galerie Stadler, Paris
- 1956: Jaroslav Serpan, Zimmergalerie Franck, Frankfurt am Main
- 1957: Jaroslav Serpan, Kootz Gallery, New York; Galerie Stadler, Paris; Galerie Alfred Schmela, Düsseldorf
- 1958: Jaroslav Serpan, Galerie van der Loo, München; Kootz Gallery, New York
- 1959: Painting and Sculpture acquisitions, Museum of Modern Art, New York; Documenta II, (Kunst nach 1945), Hessisches Landesmuseum, Kassel
- 1961: Jaroslav Serpan. Kunstverein Freiburg im Breisgau; Galerie Stadler, Paris
- 1963–65: Premio Marzotto 1963, Staatliche Kunsthalle, Baden-Baden, Stedelijk van Abbe Museum, Eindhoven, Whitechapel Art Gallery, London, Musée national d'art moderne, Paris
- 1966: Jaroslav Serpan: Retrospective 1949 – 1966, Galerie Stadler, Paris
- 1967: Jaroslav Serpan, Galerie Lauter, Mannheim
- 1977: Serpan 1946-1976, Rétrospective, Centre d’Art Contemporain, Abbaye de Beaulieu en Rouergue, Ginals
- 1978: Serpan, eine Retrospektive 1946-1976, Galerie Lauter, Mannheim
- 1981: Galerie Lauter: 1963 -1981, Mannheim
- 1983: Serpan-1922-1976, Fondation Nationale des Arts Plastiques et graphiques, Paris
- 1984: Serpan (1922–1976), Musée des Beaux-Arts, Lyon; Un Art Autre, un Autre Art: les années 1950, Artcurial, Paris
- 1985: 30 ans de rencontres, de recherches et de parti-pris, 1955-1985, Les Pionniers, Galerie Stadler, Paris
- 1986: Serpan: opere degli anni 1947-1966, Galleria Peccolo, Livorno
- 1988: Hommage à Michel Tapié, Galerie Stadler, Paris
- 1990: Serpan 1922-1976, Galerie Sander, Darmstadt
- 1996: Dons et acquisitions 1981-1995 pour la collection de Beaulieu, Abbaye de Beaulieu, Ginals
- 2000: Le mouvement Phases de 1952 à l’horizon 2001, Centre Culturel Noroit, Arras
- 2002: La nouvelle école de Paris 1941-1965, Abbaye de Beaulieu, Ginals; Du Pop’Art à la Nouvelle Figuration Narrative, Galerie Le Rire Bleu, Figeac
- 2004: Iaroslav Serpan, Banca Cesare Ponti, Mailand
- 2006: Écritures mêlées, Ecritures magiques, Galerie Les Yeux Fertiles, Paris; Le Moi et son double, Rencontres d’Art 2006, Montauban
- 2008: Serpan, quelques peintures (1947-1955), Galerie l’Or du temps, Paris; La collection de Beaulieu, 1945–2007, Abbaye de Beaulieu, été 2008